# Hôtel de ville de Namur
 (juillet 2023).
Si vous disposez d'ouvrages ou d'articles de référence ou si vous connaissez des sites web de qualité traitant du thème abordé ici, merci de compléter l'article en donnant les références utiles à sa vérifiabilité et en les liant à la section « Notes et références ».
L’hôtel de ville de Namur est le principal bâtiment de l'administration communale de la ville de Namur, capitale de la Région wallonne, en Belgique.  Succédant à un bâtiment du XIXe siècle détruit durant la Première Guerre mondiale, le bâtiment actuel, au 42 de la rue de Fer, fut augmenté au XXIe siècle d’une ‘maison des citoyens’ pour y accommoder les services communaux nécessaires à une grande ville, élargie depuis 1977 à une vingt-quatre autres communes environnantes.

## Localisation
Comme d’autres villes de Belgique Namur avait sa Grand-Place où se trouvait l’hôtel de ville, construit en 1828 et inauguré peu après (1831) l’indépendance du pays. La géographie des lieux fut bouleversée par le bombardement de Namur en aout 1914 qui détruisit un grand nombre de bâtiments et mit le feu à l’hôtel de ville. La Grand-Place disparut (devenue aujourd’hui place d'Armes) et le centre administratif de la ville se déplaça dans un hôtel particulier situé à la rue de Fer (N°42) où il se développa en nouvel hôtel de ville.

## Histoire
Participant aux luttes d‘émancipation communales au XIIe siècle, le gros bourg de Namur, alors limité au Grognon (confluence) et l’espace limité par la deuxième enceinte sur la rive gauche de la Sambre, obtient de Philippe le Noble, comte de Namur, ses premiers libertés en 1212. Pour gérer ces premiers droits, un groupe d’échevins se réunit dans une petite maison près de la chapelle Saint-Rémi (disparue) appelée « cabaret [petite chambre] des échevins ». En 1285, le bourg a son perron, symbole par excellence d’autonomie communale.

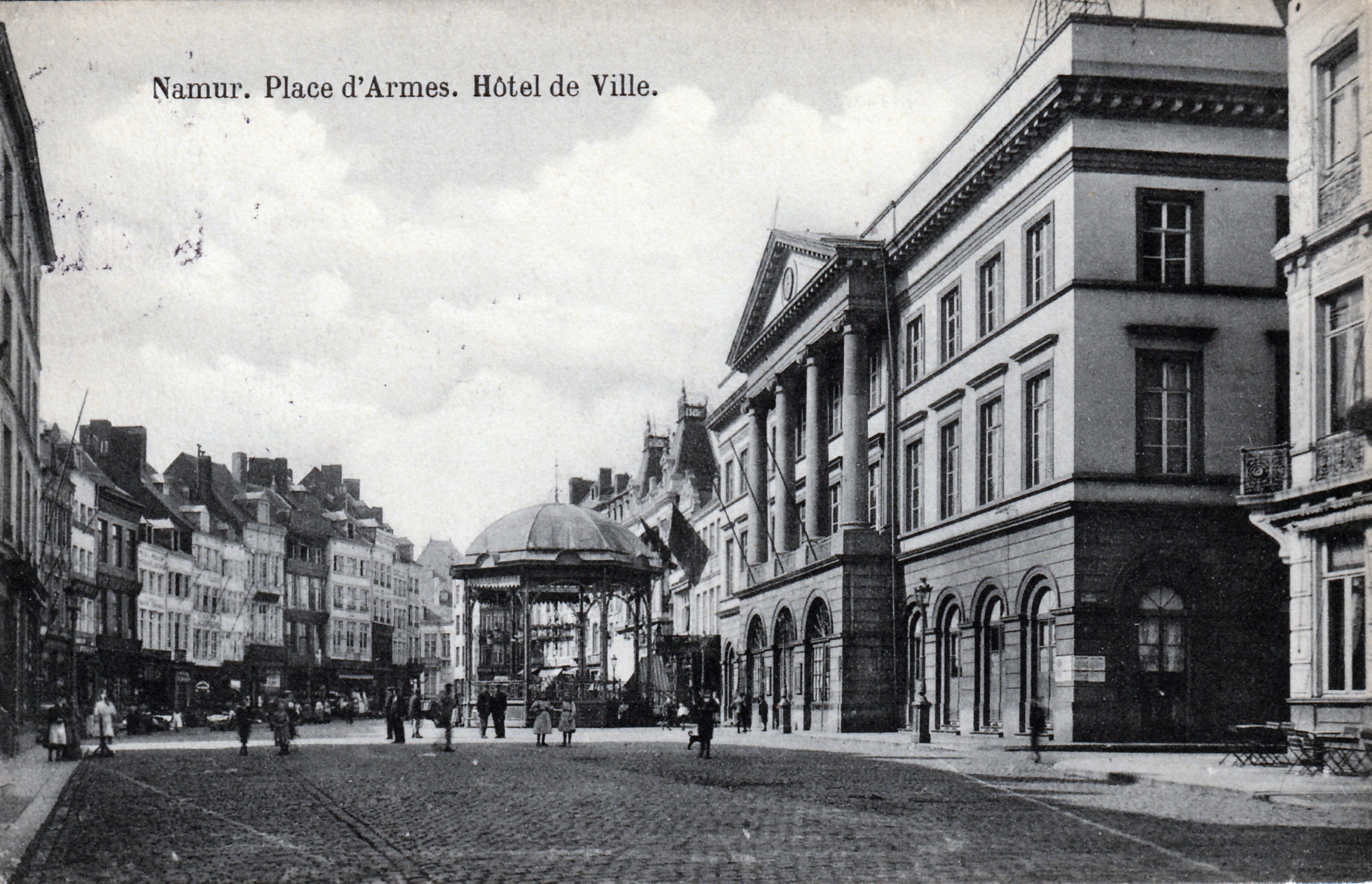
L'ancien hôtel de ville de Namur (avant la première guerre mondiale)

Au XVIe siècle, la chapelle Saint-Rémy et la maison y attenante sont démolis. Vers la fin du même siècle, la ville achète le refuge urbain de l’abbaye de Brogne, se déplaçant ainsi un peu vers l’ouest, l’aménage et y installe ses services communaux. Une gravure du XVIIIe siècle montre un bâtiment d’une certaine prestance devant le beffroi (tour Saint-Jacques) de la ville. C’est la Grand-Place de Namur dominée ainsi par son hôtel de ville qui servira la population durant plus de trois siècles.

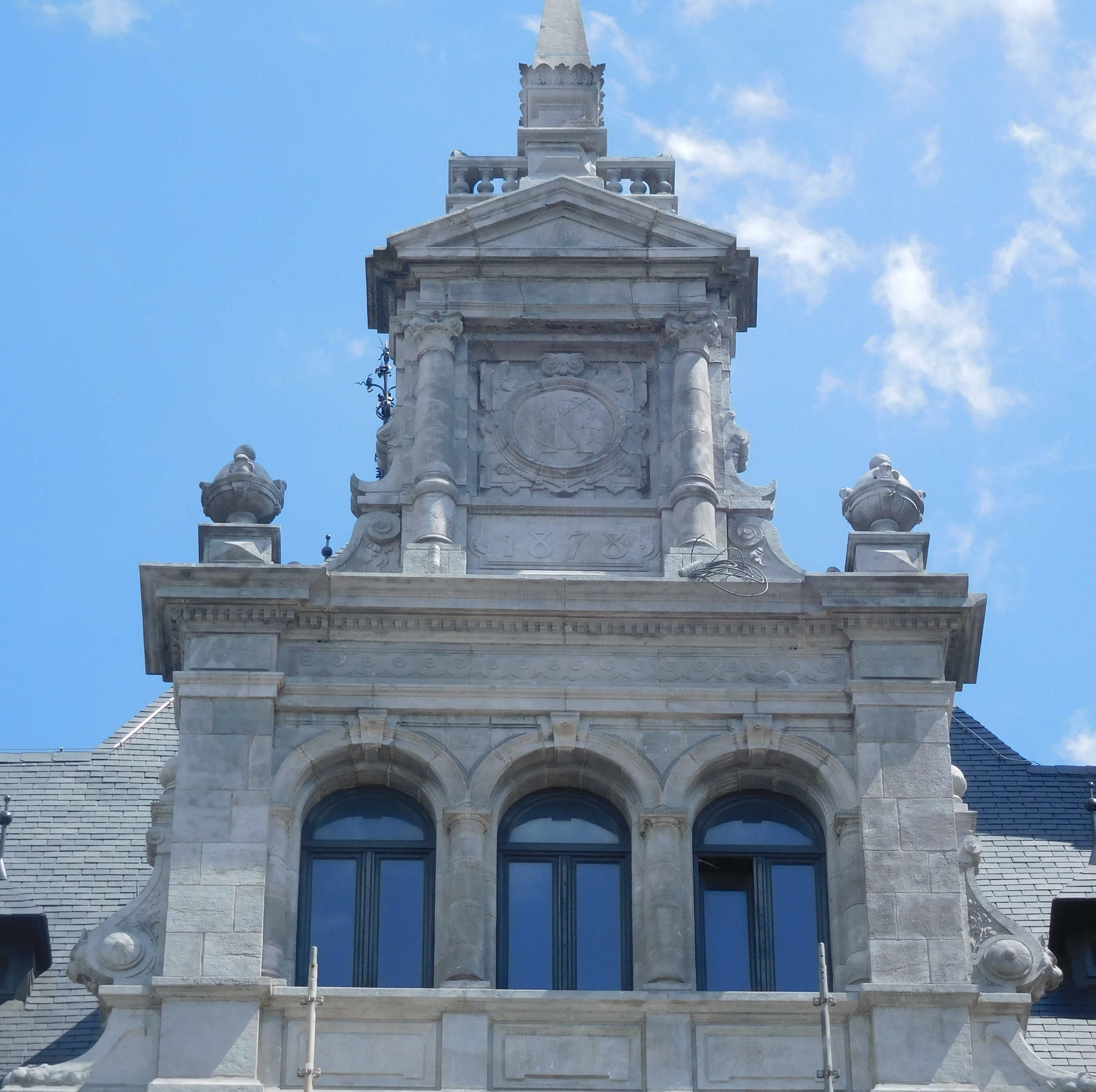
Au fronton de l'hôtel de ville le médaillon des lettres entrelacées du couple Kegeljan-Godin: K.G.

Le XIXe siècle est unz période d’urbanisation rapide en Belgique. Namur se développe et le temps est venu de construire un bâtiment plus moderne. Le bâtiment du XVIe siècle est démoli en 1826 et un tout nouvel hôtel de ville est construit de 1828 à 1831. Il est inauguré un an après l’indépendance de la Belgique.  Suivant le style architectural en faveur à cette époque le bâtiment est massif et de style néo-classique avec les inéluctables colonnes sur deux niveaux au centre de la façade, soutenant le fronton, avec rangée de onze fenêtres au bel étage. 
Le bombardement de la ville de Namur par les troupes prussiennes, en aout 1914, fut particulièrement dévastateur dans le centre de la ville. S’il y eut moins de morts à Namur qu’à Dinant, le nombre de bâtiments en ruines dépasse la centaine. La Grand-Place est comme effacée, il ne reste debout que la façade de l’hôtel de ville qui brula complètement détruisant, entre autres, les archives et document administratifs de la ville, des œuvres d’art et en particulier une grande collection de toiles historiques offerte à la ville par l’artiste Franz Kegeljan.
Ce qui reste de la façade est démoli en 1915. La Grand Place a effectivement disparu. L’espace créé est désormais appelé place d’Armes. Après la guerre, en 1919, la ville acquiert l’hôtel particulier du couple Kegeljan-Godin, rue de Fer, un bâtiment de prestige datant de la fin du XIXe siècle.  L’installation des services communaux y est considérée comme provisoire. Longtemps on espère pouvoir reconstruire l’hôtel de ville et récréer la Grand place.  Divers projets sont étudiés et abandonnés, les uns après les autres. Dans les années 1930 l’installation de l’hôtel de ville au no 42 rue de Fer (l’ancien hôtel particulier des Kegeljan) est finalement acceptée comme définitive. 

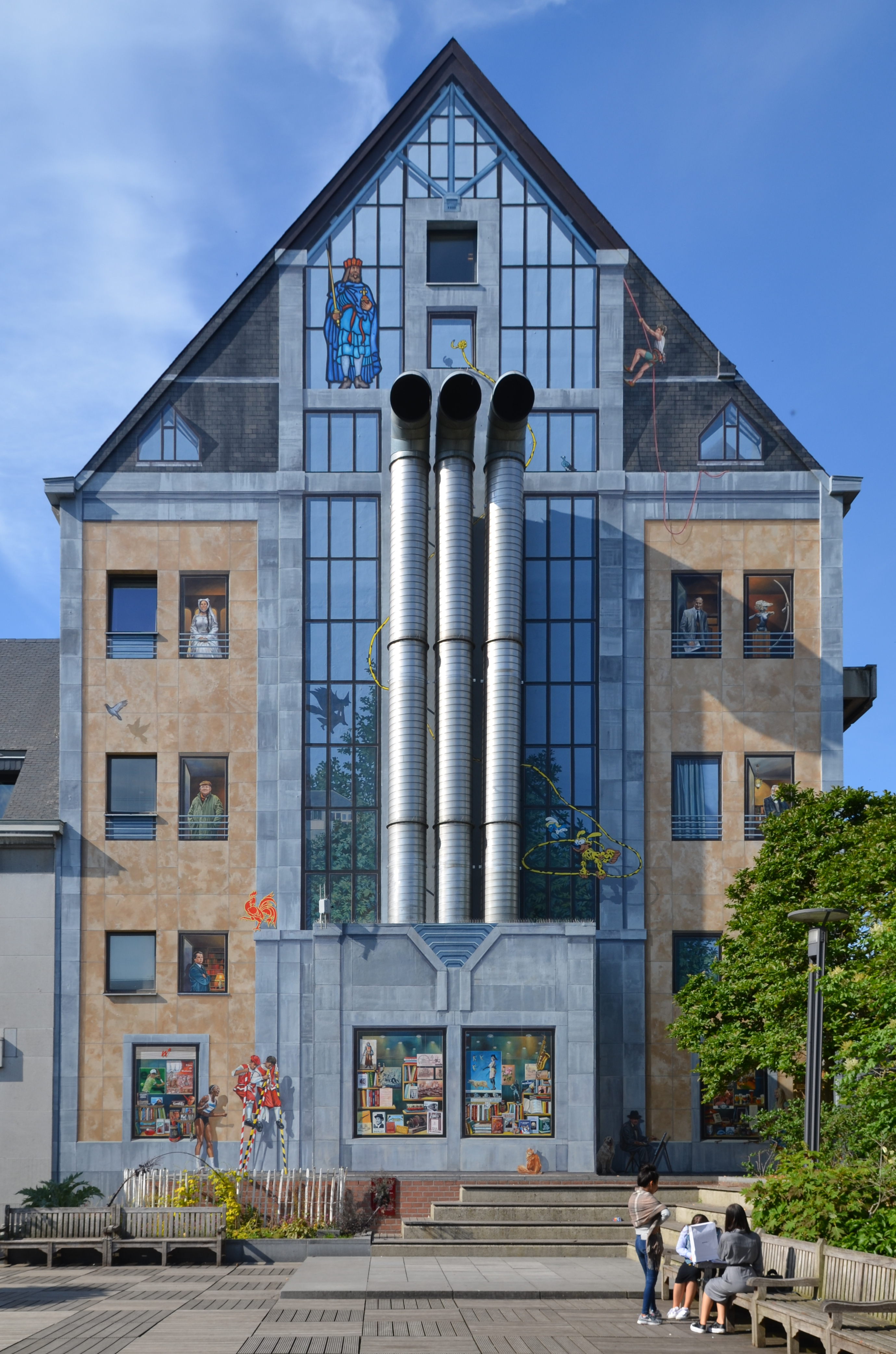
La « fresque des Wallons » dans les « jardins du maïeur »

La réforme administrative, avec fusion des communes en Belgique (janvier 1977), entraine de grands changements.  Vingt-cinq anciennes communes vont former le grand Namur, un centre métropolitain s’étendant des deux côtés de la Meuse et de la Sambre. De 30 000 habitants Namur va en compter plus de 100 000. Les services communaux sont d’abord repartis en onze lieux différents : des anciennes maisons communales. Mais pour centraliser ces services et faire face à l’augmentation des charges administratives de ce vaste ensemble communal une large « maison des citoyens » est construite à la gauche de l’hôtel du XIXe siècle, avec prolongement vers l’arrière. Après le jardin du Mayeur en 1996, la maison des citoyens est inaugurée en 2007.

## Description
L’hôtel particulier de Franz Kegeljan, un artiste-peintre et bienfaiteur de la ville de Namur - et de sa femme Louise Godin, fut construit en 1878 en style néo-renaissance (architecte: Henri Beyaert).  Bâtiment prestigieux et bien placé au centre de la ville il fut acquis par la commune en 1919 pour y installer les services communaux, l’hôtel de ville ayant été détruit durant la Première Guerre mondiale. L’arrangement fut longtemps considéré comme provisoire, avec quelques adaptations et agrandissements (1939). Des projets furent élaborés pour la construction d’un nouvel hôtel de ville, le dernier datant de 1948. Ils furent tous abandonnés pour des raisons diverses. Dans les années 1950 le provisoire devint définitif.
La fusion des communes de Belgique (1977) qui fit que Namur passa de 30 000 à plus de 100 000 habitants (25 anciennes communes ensemble) nécessita un élargissement et restructuration complète de l‘espace dédié à l'administration communal. Un vaste bâtiment fonctionnel en forme de « L » (appelé « Maison des citoyens ») fut progressivement construit à gauche de l’hôtel Kegeljan (à partir de 1981) avec création d’un patio intérieur appelé les « Jardins du Maïeur » permettant un passage piétonnier de la rue de fer à la venelle des Capucins. Sur toute la hauteur d’un mur aveugle faisant face au sud, une fresque murale monumentale fut créée à la mémoire et gloire de ceux et celles qui font honneur à la Wallonie. C’est la « Fresque des Wallons » (2004).
Le cabinet du bourgmestre et ses services sont restés dans l’ancien hôtel Kegeljan actuellement en cours de rénovation (en 2022), tandis que la salle du conseil communal, les bureaux échevinaux et toute l’administration des services communaux (sauf la police) se trouvent dans la ‘maison des citoyens’ (depuis 2008).    
En extérieur, ce que l’on appelle l’esplanade de l’hôtel de ville est bordée de la rue de fer (ouest), élargie à cet endroit, la venelle de l’hôtel de ville (nord) et le chemin des écoliers (est). Des commerces sont installés le long des rue de fer et venelle de l‘hôtel de ville. L’accès au parking souterrain de l’hôtel de ville se fait à partir de la rue des Dames blanches.